# Le Château d'eau
Pour les articles homonymes, voir Le Château d'eau (homonymie).
Le Château d’eau est une tour en briques située à la jonction du cours Dillon et du Pont-Neuf, à Toulouse. Comme son nom le suggère le bâtiment servait initialement à la distribution d'eau dans le centre de la ville mais n'était pas à proprement parler un château d'eau puisqu'il ne comportait pas de réservoir de stockage. Il a été reconverti en 1974 en espace d'exposition consacré à la photographie et est désormais un lieu très apprécié des Toulousains, en même temps qu'un haut lieu de culture.
Le bâtiment et sa station de pompage font l’objet d’une inscription au titre des monuments historiques depuis le 28 septembre 1987.

## Historique

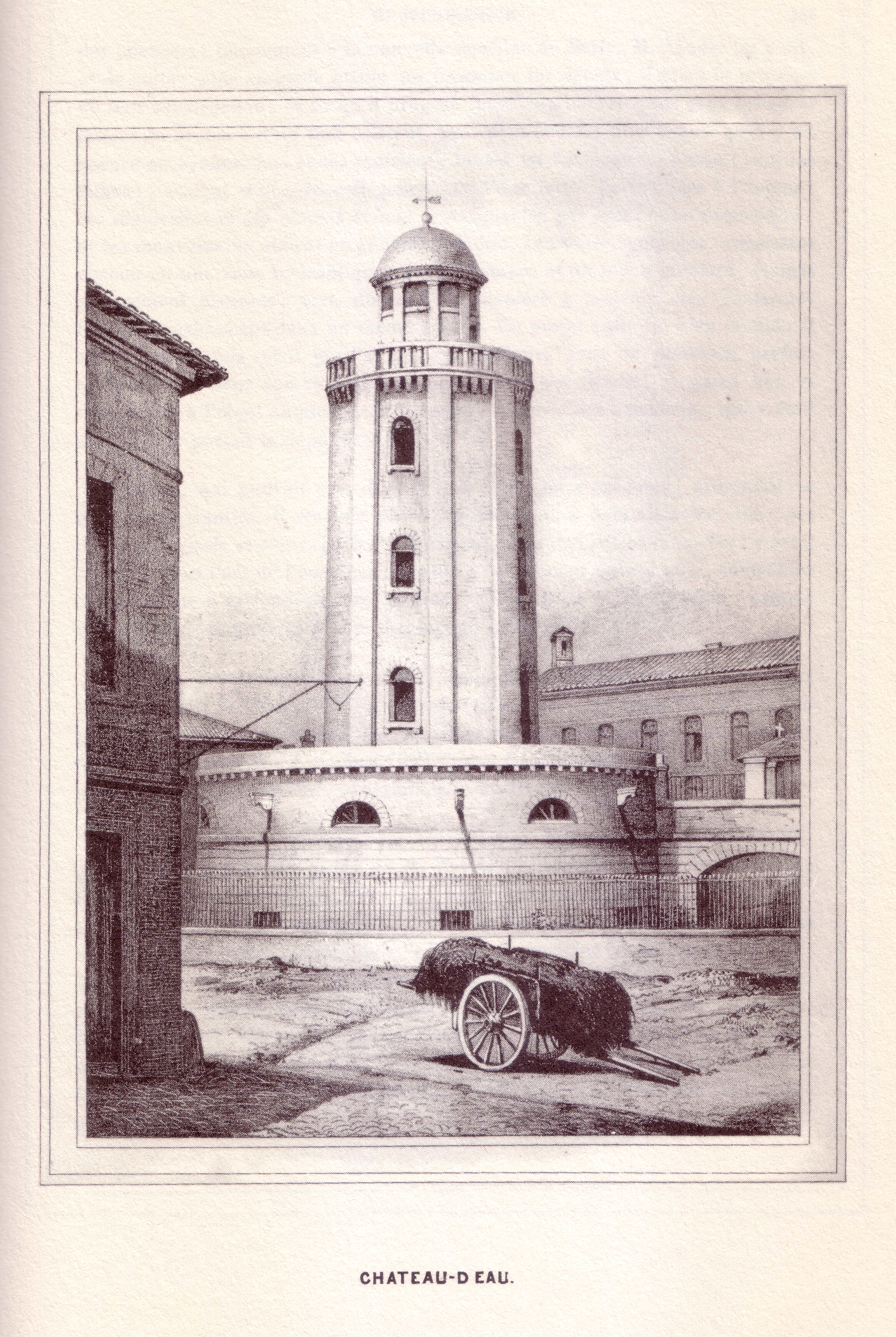
Le château d’eau au milieu du XIXe siècle.

La première fonction de ce château d'eau était de distribuer l'eau de la Garonne, captée et filtrée à quelques mètres de là, sur la prairie des filtres.
À sa mort en 1789, le capitoul Charles Laganne légua cinquante mille francs-or à la ville dans le but de « distribuer des eaux de la Garonne, pures, claires et agréables à boire ». Charles Laganne précise dans son testament que cette somme devra être utilisée au plus tard dix ans après la mort de sa veuve. Les aléas politiques retarderont l'utilisation de cette enveloppe providentielle mais la mort de Mme Laganne en 1817 va inciter la ville à trouver une solution, tâche à laquelle Jean-François d'Aubuisson de Voisins (1762-1841), ingénieur des Mines en poste à Toulouse et conseiller municipal s'attelle la même année et sur laquelle il travaillera près de dix ans, étudiant et définissant les principes et systèmes de circulation d'eau nécessaires (filtrage, canaux et canalisations). Un concours est lancé pour concevoir la machinerie hydraulique d'élévation des eaux et sera remporté trois ans plus tard par Jean Abadie (directeur de la fonderie à canons de Toulouse), tandis que l'architecte Jean-Antoine Raynaud est chargé de concevoir le bâtiment.
Les travaux sont lancés en 1821 pour être terminés en 1825 et alimenter un vaste réseau de fontaines opérationnel à partir de 1829 et développé ensuite.
Très appréciée de nos jours, l'esthétique du bâtiment s'apparente à celle d'un phare (d'autres l'ont comparé à un « petit château Saint-Ange ») mais est tantôt jugée très laide à l'époque, tantôt encensée pour son « aspect de solidité qui satisfait l'œil et l'esprit ».
Dès les années 1830, le bâtiment et son réseau hydraulique seront régulièrement cités en France parmi les réalisations industrielles remarquables de l'époque. Victime de son succès et très vite obsolète, le château d'eau fut désaffecté en 1870 et transformé en dépôt d'outillage par la municipalité pour le service des cantonniers.

## Description
Réalisé en maçonnerie, le bâtiment du Château d'eau culmine à trente mètres et dispose de sept étages répartis en un vaste sous-sol (comportant deux niveaux) et un rez-de-chaussée formant le soubassement circulaire de la tour, surmontés de la tour elle-même comprenant quatre étages dont le dernier est un lanterneau donnant accès à une terrasse circulaire. Le sous-sol est occupé par deux roues à aubes de 6,5 mètres de diamètre qui entraînaient deux groupes de quatre pompes aspirantes-foulantes couplées deux à deux. Ce dédoublement des groupes de pompage visait à éviter qu'une panne d'un des deux systèmes n'interrompe la distribution d'eau en continu.

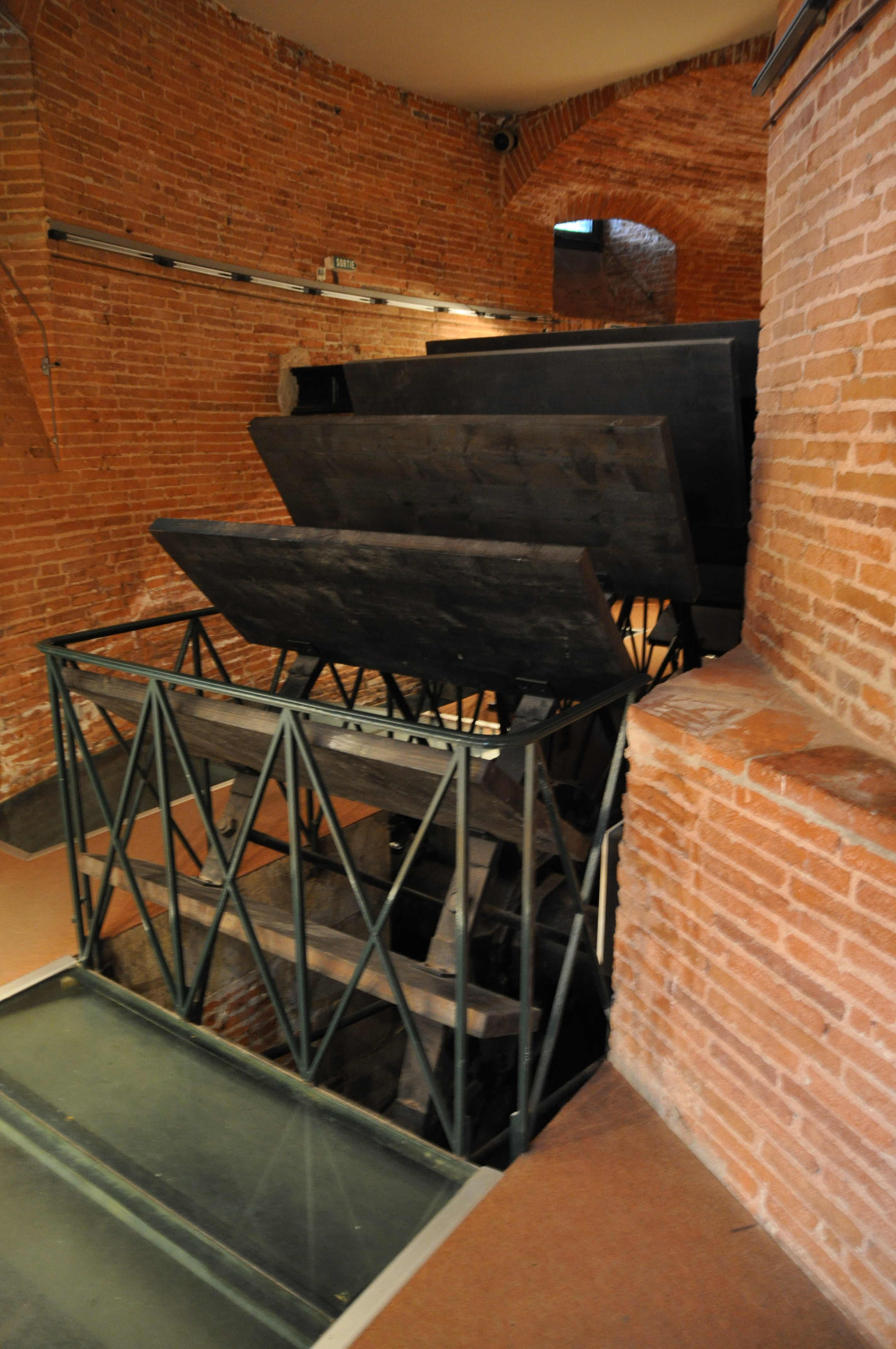
Roue à aubes dans le sous-sol réaménagé.

Deux circuits d'eau arrivaient au sous-sol :
- L'un, simple dérivation de la Garonne, apportait une eau non filtrée puisée directement à 45 mètres de là pour servir de force motrice aux roues à aubes du système de pompage et s'échappait ensuite par un canal de fuite souterrain qui traversait le faubourg Saint-Cyprien pour se jeter dans la Garonne sous l'emplacement de l'actuel Théâtre Garonne (ancienne station de pompage).
- L'autre véhiculant l'eau filtrée, prélevée par infiltration sous la prairie des Filtres, dont le nom découle justement de ce système. « Elle est filtrée par son lavage à travers un banc de sable qui forme en ce point le bord du fleuve […] : des galeries à parois perméables ont été ménagées dans ce banc, à 1 mètre au-dessous de l'étiage et sur un développement de près de 400 mètres »[8]. L'eau ainsi filtrée montait par pompage les trois niveaux supérieurs au rez-de-chaussée dans de larges conduites pour arriver dans une auge annulaire occupant une partie du quatrième étage. Cette vasque faisait office de trop-plein et permettait de rattraper les à-coups des mécanismes de pompage, régulant ainsi le débit pour permettre l'écoulement constant des fontaines. Élevée à 20 mètres au-dessus du sol, soit 146 mètres d'altitude, à un niveau situé un peu plus de six mètres au-dessus de la place Rouaix - qui était alors le point le plus haut destiné à être alimenté - l'eau redescendait simplement par gravité et bifurquait afin de traverser la Garonne par le Pont-Neuf pour être ensuite distribuée à près de cinquante mille Toulousains[9].

Implanté sur la rive gauche de la Garonne, le Château d'eau était paradoxalement destiné à alimenter exclusivement les fontaines publiques de la rive droite.
En 1971, le Pr Paul Ourliac, en tant que conseiller municipal, offre l'idée et la réalisation d'une deuxième jeunesse au château d'eau en donnant à Yan-Jean Dieuzaide sa galerie municipale de photographie qui représente la première de ce type créée en France,. Depuis 1974, le rez-de-chaussée est accessible au public. En 1984, la restauration du sous-sol a ajouté un nouvel espace d'exposition. Une partie de la machinerie et des conduites originelles sont encore visibles mais les huit pompes en cuivre poli, certaines conduites et l'auge circulaire du quatrième étage ont disparu au fil des remaniements du bâtiment. La circulation dans les espaces accessibles ne correspond plus aux aménagements d'origine mais plutôt à une disposition adaptée aux différentes fonctions successives du château d'eau. Les étages ne se visitent pas.

### Fonds d'archives
- « Quartier Saint-Cyprien : place Laganne avec le château d'eau et îlot entre les rues de la République et des Teinturiers » (juillet 1976) [Vue aérienne oblique : plan général du quartier]. Fonds : Jean Quéguiner (d) (photographe); Cote : 12 FI 43. Toulouse : Archives départementales de la Haute-Garonne (lire en ligne).